# Leucotrachea melanobis
Leucotrachea melanobis är en fjärilsart som beskrevs av George Francis Hampson 1902. Leucotrachea melanobis ingår i släktet Leucotrachea och familjen nattflyn. Inga underarter finns listade i Catalogue of Life.